# Vani (Georgia)
Vani (in georgiano ვანი?) è una città della Georgia, centro amministrativo dell'omonima municipalità sita nella regione dell'Imerezia. Nel censimento del 2014 la sua popolazione contava 3 744 abitanti. È bagnata dal fiume Sulori. Ospita uno dei più importanti siti archeologici della cultura colchica. Nel 2007 è stata inserita tra i siti georgiani candidati all'ingresso nella lista dei patrimoni dell'umanità dell'UNESCO.

## Storia
Studi archeologici condotti nei dintorni di Vani dal 1947 in poi hanno rivelato le rovine di una ricca città dell'antico Stato della Colchide. Il nome di questo arcaico insediamento è ancora sconosciuto, ma 4 distinte fasi di occupazione ininterrotta sono state individuate.
La prima fase è datata dall'VIII al VII secolo a.C.. Si ritiene che in questo periodo Vani funse da rilevante centro di culto. La seconda fase, dal VI secolo alla prima metà del IV secolo a.C., coincise con il periodo in cui la città si affermò come centro politico e amministrativo del regno della Colchide. La terza fase copre la seconda metà del IV secolo fino al III secolo a.C.. In tale periodo si incrementò l'influenza greca sulla città. Diversi elementi tipici dell'architettura ellenica si ritrovano sia nelle strutture civili che nelle sepolture. Nella quarta fase, dal III secolo a.C. al I secolo a.C. si presume che Vani sia stata una città-tempio.
Secondo i dati archeologici la città venne distrutta in due distinti momenti a metà del I secolo a.C. Lo studioso Otar Lordkipanidze presume che la prima distruzione (49 a.C.) vada attribuita al re del Ponto Farnace II. La seconda (47 a.C.) sarebbe invece opera di Mitridate di Pergamo. Ridotta a villaggio nei secoli successivi alla distruzione, Vani ottenne lo status di città solo nel 1981.

## Cultura
La città è legata alla storia dei manoscritti miniati noti come Vangeli di Vani, risalenti al XII-XIII secolo.
Oltre al sito archeologico, Vani ospita un museo in cui sono esibiti reperti unici della cultura colchica. È stato fondato nel 1985.
Sebbene scavi sistematici siano stati intrapresi solo nella seconda metà del novecento, già nel 1896 lo storico ed archeologo Ekvtime Takaishvili iniziò a studiare il passato dell'insediamento.

## Sport
La principale squadra di calcio locale è la FC Sulori Vani, fondata nel 1932.

## Amministrazione

### Gemellaggi
- Ascalona, dal 1990
- Prosser (Washington), dal 2010
- Fallon (Nevada), dal 2011
- Amvrosiïvka, dal 2011

## Galleria d'immagini

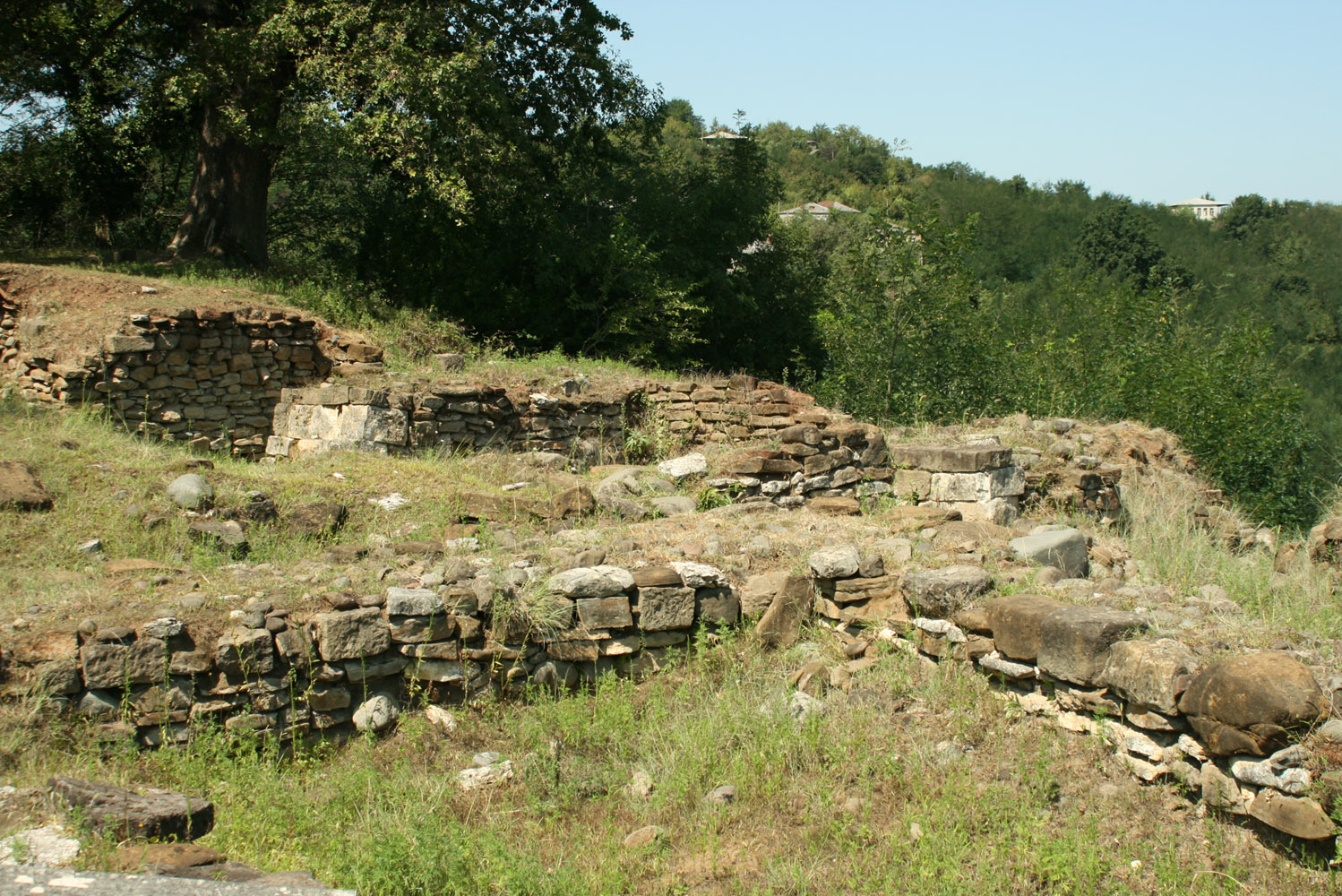
Rovine di Vani
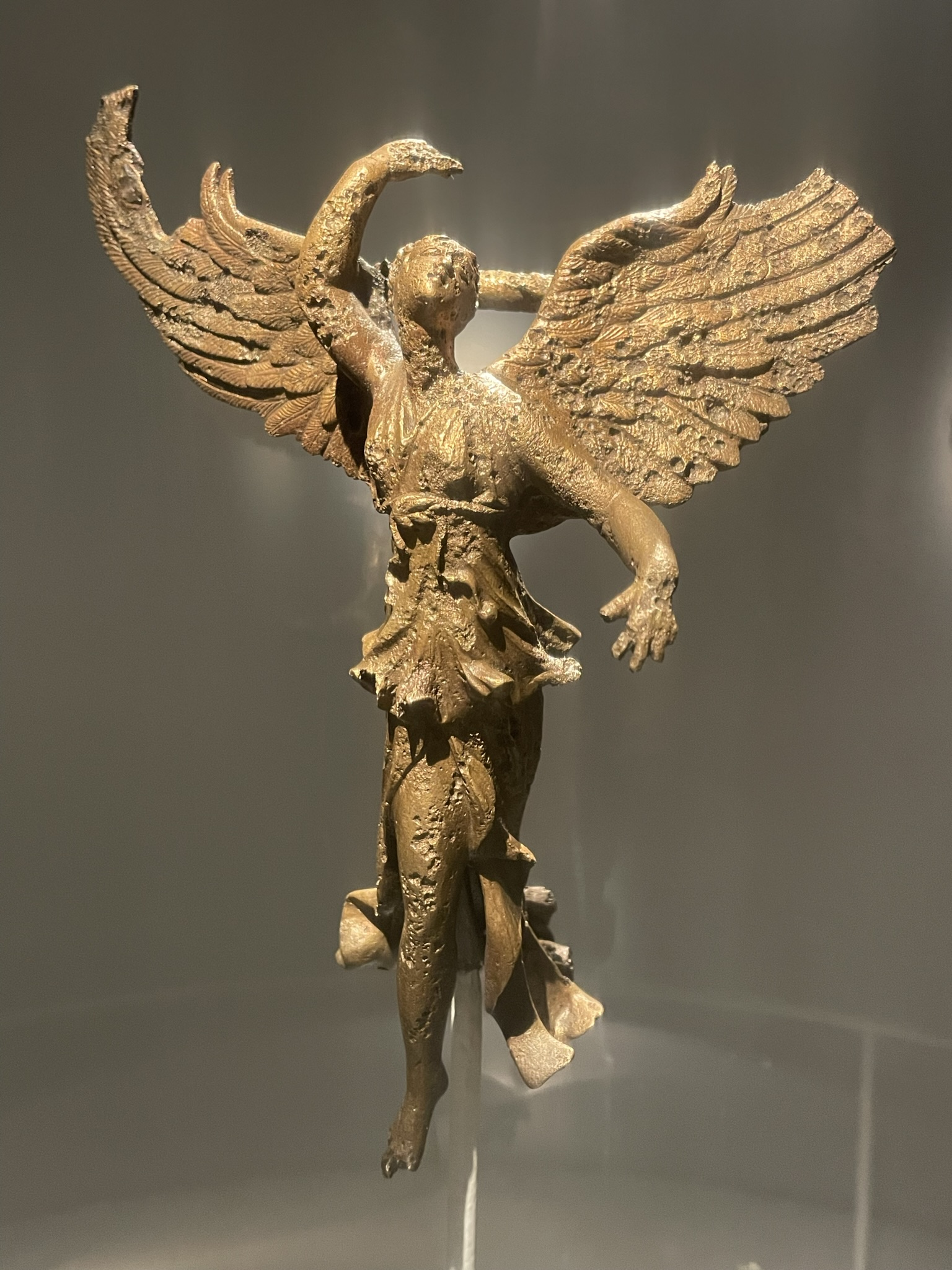
Statuetta di Nike
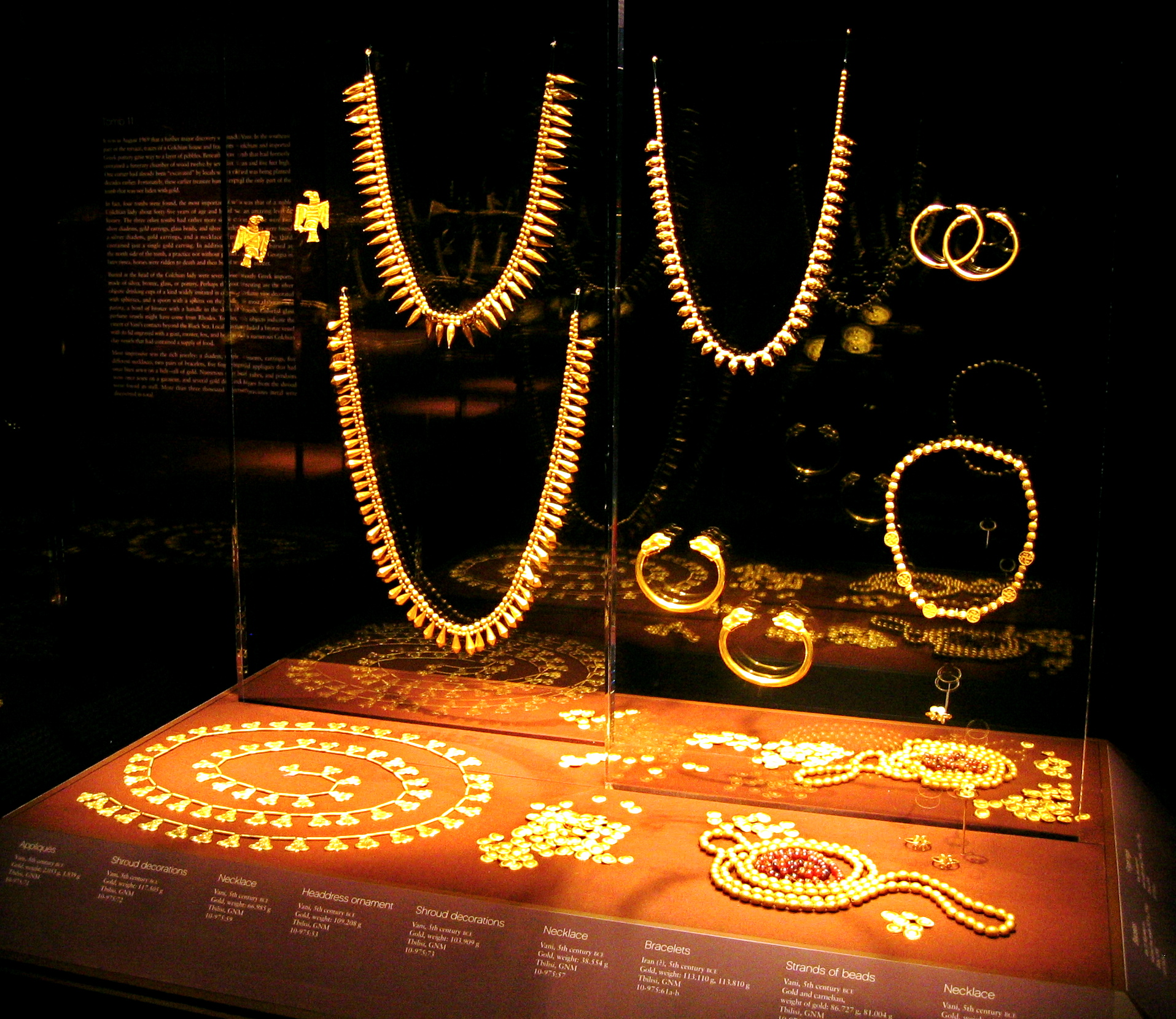
Antichi oggetti in oro
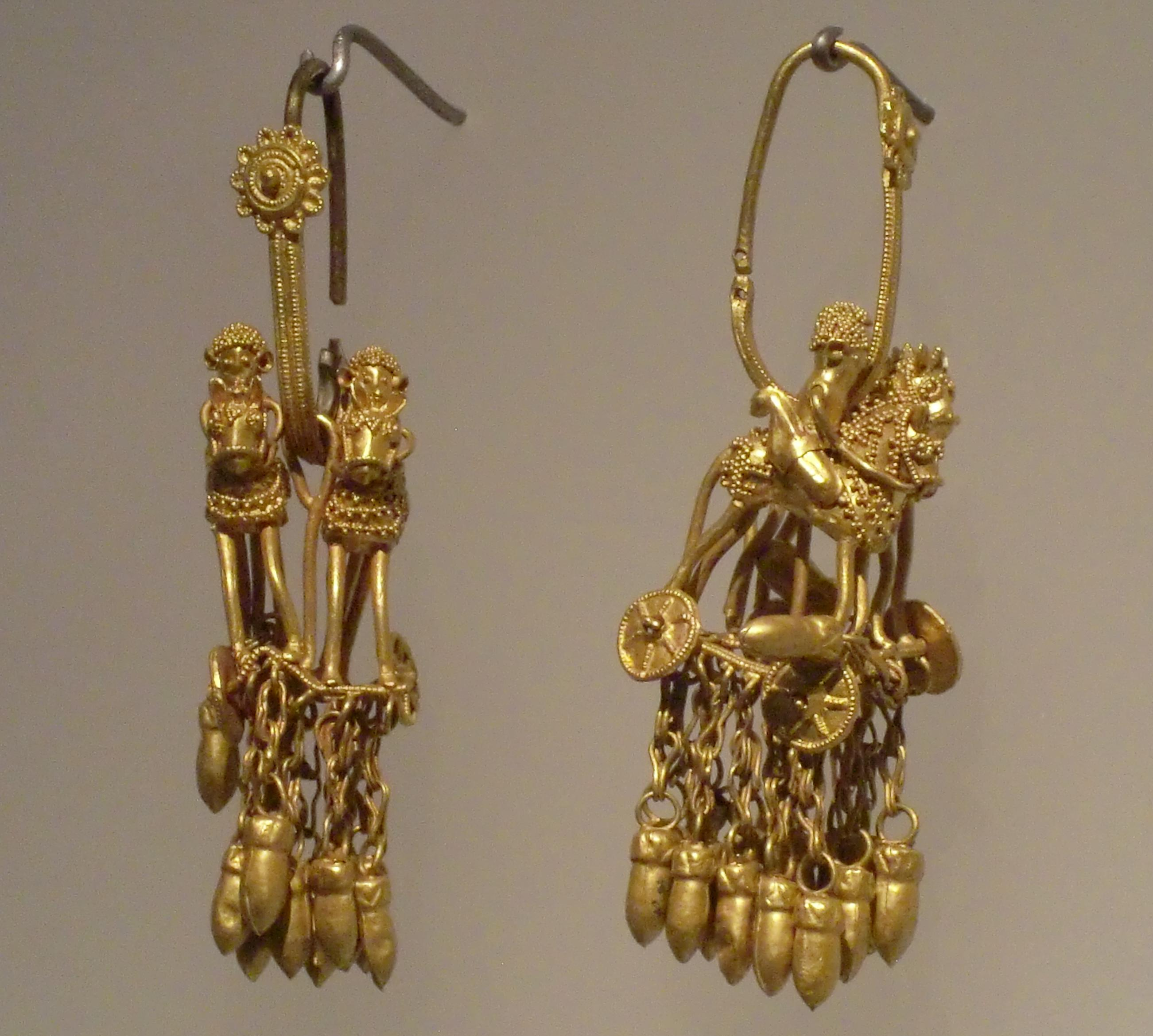
Ciondoli di cavalieri
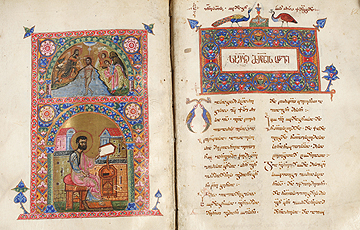
Vangeli di Vani